# Brogden
Brogden è una census-designated place (CDP) degli Stati Uniti d'America, della contea di Wayne, nella Carolina del Nord. Secondo il censimento del 2000 la località aveva una popolazione di 2.907 abitanti. Fa parte dell'area metropolitana di Goldsboro.

## Geografia fisica
Secondo l'United States Census Bureau la cittadina sorge su un'area di 5,7 km², interamente su terraferma.